# Meghagyás (öröklési jog)
A meghagyás többértelmű jogi fogalom. A meghagyásnak az öröklési jogban használatos fogalmát a
polgári törvénykönyv határozza meg.

## A hatályos szabályozás
A hatályos polgári törvénykönyv, azaz a 2013. évi V. törvény a meghagyásról a 7:33. § és a 7:34. §-okban
a következőket rendeli:
Ha az örökhagyó a hagyatékban részesülő személyt harmadik személy javára teljesítendő kötelezettséggel terheli, a követelésre a végrendeletben megjelölt személy jogosulttá válik. Olyan meghagyás teljesítését, amelynek követelésére a végrendelet senkit nem jogosít, a végrendeleti végrehajtó és a hagyatékban részesülő többi személy igényelheti. Közérdekű meghagyás teljesítését az illetékes hatóság is igényelheti.
Kétség esetén a meghagyás az örököst terheli.
Ha feltehető, hogy az örökhagyó a részesítést a meghagyás teljesítéséhez kívánta kötni, a meghagyással terhelt a részesítést a jogalap nélküli gazdagodás szabályai szerint kiadni köteles, ha a meghagyást nem teljesíti, vagy annak teljesítése neki felróható okból válik lehetetlenné. A részesítés kiadását a végrendeleti végrehajtó és a hagyatékban részesülő többi személy igényelheti. A kiadott vagyontárgy értékét a meghagyás teljesítésére kell fordítani.
Kétség esetén hagyományrendelésnek kell tekinteni az örökhagyónak azt a rendelkezését, amely meghatározott személy vagyoni részesítését jelenti.
A hagyományra és a meghagyásra – ha e törvény eltérően nem rendelkezik – a végrendeleti öröklés szabályait kell megfelelően alkalmazni.

## Az 1959. évi IV. törvényben
A meghagyás szabályait a korábbi polgári törvénykönyv így határozta meg:
Az örökhagyó a hagyatékban részesülő személyt olyan kötelezettséggel is terhelheti, amelynek követelésére más nem válik jogosulttá (meghagyás). Olyan közérdekű meghagyás teljesítését azonban, amely szerződés tárgyául alkalmas szolgáltatásban áll, az érdekelt szerv követelheti. Kétség esetében a meghagyás az örököst terheli.
Ha feltehető, hogy az örökhagyó a részesítést a meghagyás teljesítéséhez kívánja kötni, a meghagyással terhelt a részesítést elveszti, ha a meghagyást nem teljesíti, vagy annak teljesítése neki felróható okból válik lehetetlenné.
A meghagyásra (akárcsak a hagyományra – amennyiben a rájuk vonatkozó rendelkezésekből más nem következik – a végrendeleti öröklés szabályait kell megfelelően alkalmazni.